# Strada statale 591 Cremasca
L'ex strada statale 591 Cremasca (SS 591), ora strada provinciale ex strada statale 591 Cremasca (SP ex SS 591) in provincia di Bergamo e in provincia di Lodi, strada provinciale Cremonese ex strada statale 591 Cremasca (SP CR ex SS 591) in provincia di Cremona, è una ex strada statale italiana che si sviluppa per intero in Lombardia con tracciato verticale nord-sud.

## Storia
L'asse viario potrebbe coincidere in parte con un tracciato di origine romana che partendo da Bergomum raggiungeva la Strada Regina, una delle vie di collegamento tra Mediolanum e Cremona. Ne sono indizi i rettifili tra Bergamo e Bariano nonché alcuni rinvenimenti archeologici, mentre il centro di Urgnano ne è escluso in quanto di origine medievale.
Oltre Bariano le curve sono poco compatibili con i tracciati delle strade romane ma è noto che in questa parte della pianura bergamasca fosse particolarmente attivo Forum Novum, ossia Fornovo San Giovanni; è probabile, quindi, che l'antica via di comunicazione seguisse un'ipotetica linea Bariano-Fornovo-Mozzanica.
Tra Mozzanica e Crema la strada attuale procede per rettifili secondo un andamento a linee spezzate, forse in conseguenza delle deviazioni dovute alle alluvioni del fiume Serio in epoca storica.
Fra Crema e l'Adda gli storici non sono concordi sul tracciato seguito dall'antica arteria: taluni la identificano con l'attuale strada che seguirebbe il 18° cardine della pertica bergomense; l'incrocio con la Strada Regina doveva avvenire quindi presso Montodine. Tuttavia, avendo l'ex SS 591 un andamento fortemente irregolare, altri prediligono l'ipotesi che la strada antica proseguisse in fregio all'antica valle del Serio (odierno Serio Morto), dunque transitando per Ripalta Vecchia, il santuario della Beata Vergine del Marzale e Ripalta Arpina, incrociando la strada Mediolanum-Cremona oltre quest'ultimo abitato, per poi proseguire verso Vinzasca, di cui è nota l'esistenza di un porto sul fiume Adda a partire dall'XI secolo.
Già contemplata nel piano generale delle strade aventi i requisiti di statale del 1959, è solo con il decreto del Ministro dei lavori pubblici dell'8 maggio 1969 che viene elevata a rango di statale con i seguenti capisaldi di itinerario: "Innesto strada statale n. 42 in Bergamo - Crema - Codogno - Innesto strada statale n. 9 a Fombio presso Piacenza", con un'estensione di 66,000 km.
Col decreto del Ministro dei lavori pubblici del 22 agosto 1989 il tratto terminale compreso tra l'innesto con la strada statale 234 Codognese e l'innesto con la strada statale 9 Via Emilia, passando per Codogno, viene declassato a provinciale, modificando il caposaldo terminale in "Innesto strada statale n. 234 a Codogno" e riducendo l'estensione a 62,730 km.
In seguito al decreto legislativo n. 112 del 1998, dal 2001, la gestione è passata dall'ANAS alla Regione Lombardia che ha provveduto al trasferimento dell'infrastruttura al demanio della Provincia di Bergamo, della Provincia di Cremona e della Provincia di Lodi per le tratte territorialmente competenti.

### Il ponte sull'Adda
La disastrosa alluvione del novembre 1994 causò il crollo del ponte metallico sul fiume Adda tra Ripalta Arpina (frazione Boccaserio) e Castiglione d'Adda.
Per oltre quindici anni l'attraversamento del fiume è stato possibile solo grazie a un ponte Bailey realizzato dal genio militare nell'agosto dell'anno successivo il crollo della struttura preesistente, su cui vigeva il senso unico alternato e il divieto di transito per i mezzi pesanti.
Il nuovo ponte strallato, di caratteristiche moderne e dalla struttura imponente (i due piloni di sostegno sono alti 70 metri, e rendono il manufatto uno dei più alti finora realizzati in Italia), è stato ufficialmente inaugurato il 14 dicembre 2009.
La lunga attesa, considerata deplorevole dagli amministratori locali e dai vertici regionali, ha avuto tra le sue cause il fallimento dell'impresa che inizialmente ne eseguiva i lavori. Problemi legati alla mancanza di fondi (lo stanziamento, pari a 19 milioni di euro, è avvenuto solo il 9 novembre 2006 da parte dell'allora Ministro delle infrastrutture, Antonio Di Pietro) e sul mancato rispetto delle procedure di assegnazione degli appalti da parte dell'ANAS (ente gestore della strada sino al 2001, ma che ha mantenuto la proprietà del ponte sino al suo completamento) hanno posticipato la ripresa dei lavori.

## Progetti di ammodernamento
La strada è stata e sarà interessata da una serie di interventi al fine di migliorarne la viabilità e la scorrevolezza.

### In provincia di Bergamo
La ex SS 591 bis è un'arteria che corre parallela alla vecchia statale, anche se in alcuni tratti e per alcuni chilometri più a est rispetto al tracciato originario. Il primo tratto, aperto nel 2001, si distacca dall'Asse Interurbano del capoluogo, evitando così l'attraversamento di Zanica e di Azzano San Paolo. Costituisce un'importante via di accesso all'aeroporto di Orio al Serio e per questo, fino all'uscita per l'Orio Center, la stessa presenta le caratteristiche di strada extraurbana principale, su cui vige un limite di 80 km/h. Dopo lo svincolo la sede stradale si restringe a due corsie senza new jersey.

### In provincia di Cremona

#### Varianti
La Provincia di Cremona, tra il 2004 ed il 2007, ha costruito una variante tra Offanengo e Ricengo (frazione Bottaiano), che collega l'ex strada statale 235 di Orzinuovi con la cosiddetta strada provinciale della Melotta (Casaletto di Sopra). Il nuovo asse viario misura 4,7 km ed è costato 13 milioni di euro. A seguito dell'apertura della nuova variante i mezzi in transito sulla ex strada statale 591 possono evitare l'attraversamento dell'abitato di Crema. Con l'apertura della nuova variante è stato declassato a strada comunale il tratto compreso tra Crema e Pianengo.
Pur non essendo direttamente interessata sotto il punto di vista territoriale dal tracciato dell'autostrada A35 la Provincia di Cremona ha sottoscritto nel 2007 l'accordo di programma per la realizzazione dell'infrastruttura ottenendo, quale opera complementare, il prolungamento di poco più di 11 km della variante della SP ex SS 591 da Bottaiano a Fara Olivana con Sola, distante pochi metri dal casello della BreBeMi. I lavori sono stati realizzati a cura del Consorzio BBM (dapprima subappaltando i lavori, quindi in via diretta) e sono durati due anni, con un costo pari a 24,5 milioni di euro. L'opera è stata inaugurata e aperta al traffico l'11 giugno 2015.. Nel mese successivo la nuova arteria è stata acquisita nel patrimonio provinciale.

#### Tangenziale sud di Montodine
Nel 2011 è stata inaugurata la tangenziale sud di Montodine, che collega il tracciato storico dell'ex statale con la strada provinciale 14 Montodine-Castelleone senza transitare attraverso l'abitato. Lunga 3 km, è costata poco più di 2 milioni di euro. Questa arteria dovrebbe in futuro proseguire ed innestarsi sulla ex strada statale 415 Paullese. Il tratto della strada provinciale 14 tra la rotonda di innesto della tangenziale e l'abitato di Montodine è stato declassato a strada comunale.

## Strada statale 591 bis Cremasca
L’ex strada statale 591 bis Cremasca (SS 591 bis), ora strada provinciale ex SS 591 bis Cremasca (SP ex SS 591), è una strada provinciale italiana inserita all'interno del sistema di tangenziali della città di Bergamo. Fa parte di un più ampio progetto di collegamento veloce tra il capoluogo lombardo e la parte meridionale della provincia nei pressi di Romano di Lombardia.
Il tratto esistente corrisponde alla cosiddetta variante di Zanica, inaugurata il 23 luglio 2002, quale proseguimento del collegamento tra Bergamo e l'aeroporto di Orio al Serio, che partendo dallo svincolo con la SP 115 nel comune di Grassobbio termina con l'innesto nella Asse interurbano di Bergamo.
La progressiva chilometrica della variante di Zanica ha inizio al km 2,200 e termina al km 5,000, proprio a testimoniare un senso di continuità con il tronco preesistente della SP ex SS 591 bis.
La classificazione del tracciato della variante di Zanica risale al 2004.
| SP ex SS 591 bis Cremasca | |       |           |
| Tipologia                 | Indicazione                                                                                            | ↓km↓  | Provincia |
|                           | (SINISTRA) parcheggio Bergamo Brescia Lovere Val Seriana (DESTRA) Milano Lecco Val Brembana autostrada | 0,0   | BG        |
|                           | aeroporto                                                                                              | 0,450 | BG        |
|                           | Azzano S. Paolo località Portico Orio center ingresso nord                                             | 1,5   | BG        |
|                           | Zanica Grassobbio Oricenter ingresso sud P.I.P.                                                        | 2,0   | BG        |
|                           | Zanica Grassobbio                                                                                      | 3,3   | BG        |
|                           | (SINISTRA) Milano-Venezia Seriate Lovere (DESTRA) Dalmine Crema Cremona                                | 5,0   | BG        |